# Jean Cocteau
Jean Cocteau, francoski pesnik, pisatelj, ilustrator, dramatik, oblikovalec, akademik, filmski režiser, * 5. julij 1889, Maisons-Lafitte, † 11. oktober 1963, Milly-la-Foret.
Kljub njegovemu obsežnemu literarnemu ustvarjanju se je sam imel za pesnika in vse njegovo delo nadaljevanje pesništva.
Leta 1955 je postal član Académie française in Kraljeve akademije Belgije.